# Оленяче полювання
«Оленяче полювання» (рос. «Оленья охота») — російський радянський воєнний фільм Юрія Борецького.

## Сюжет фільму
У фільмі розгортаються події 1942 року, коли Білорусь була окупована німецькими військами. З цих територій були евакуйовані діти із Двінського дитячого будинку. Але їхній ешелон був підданий обстрілу німецької авіації. Діти залишились живими, але їм немає куди подітись, і вони вирішують повернутись назад, до свого будинку. Німці дозволяють їм це зробити, однак хочуть використати як приманку для полювання на командира місцевого партизанського загону. Для цього вони надсилають до дітей свого шпигуна. Але й партизани не сплять.

## В ролях
| Актор                  | Роль        |
| ---------------------- | ----------- |
| Олександр Яковлєв      | Трубніков   |
| Микола Гринько         | Дашкевич    |
| Міхай Волонтір         | Головін     |
| Всеволод Сафонов       | Фібіх       |
| Михайло Жигалов        | Майзенкампф |
| Євгенія Сабельникова   | Ольга       |
| Федір Сухов            | Михайло     |
| Ігор Пушкарьов         | Корабльов   |
| Георгій Назаренко      | Глазов      |
| Петро Ламан            | Микола      |
| Олександр Голобородько | Стуров      |
| Юрій Кулик             | Балоєв      |
| Володимир Шихов        | Привалов    |
| Дмитро Писаренко       | Рогас       |

## Знімальна група
- Режисер: Юрій Борецький
- Сценарист: Михайло Прудніков
- Оператор: Олександр Масс
- Композитор: Євген Птичкін